# Janusz Nyczak
Janusz Nyczak (ur. 18 marca 1943 w Sielcach, zm. 28 grudnia 1990 w Poznaniu) – polski reżyser teatralny, przez wiele lat związany przede wszystkim z Teatrem Nowym w Poznaniu; laureat Nagrody im. Konrada Swinarskiego (1985).

## Życiorys
Absolwent I Liceum Ogólnokształcącego im. Karola Marcinkowskiego w Poznaniu oraz prawa na Wydziale Prawa i Administracji Uniwersytetu im. Adama Mickiewicza w Poznaniu. W trakcie studiów w warszawskiej Państwowej Wyższej Szkole Teatralnej im. Aleksandra Zelwerowicza był asystentem Adama Hanuszkiewicza, Jerzego Jarockiego, Macieja Prusa, Romana Kordzińskiego i Jana Kreczmara. 
Reżyserował głównie na deskach poznańskich teatrów; Polskiego i Nowego. Ponadto współpracował z Teatrem Ateneum im. Stefana Jaracza w Warszawie, Teatrem Dramatycznym w Warszawie, Teatrem Współczesnym w Szczecinie, Teatrem im. Jana Kochanowskiego w Opolu, Teatrem Muzycznym w Słupsku, Operą Śląską w Bytomiu, Teatrem Wielkim im Stanisława Moniuszki w Poznaniu oraz Teatrem im. Kaczałowa w Kazaniu (Rosja). Był wielokrotnie nagradzany za swoje inscenizacje na Kaliskich Spotkaniach Teatralnych oraz Opolskich Konfrontacjach Teatralnych.
Był osobą homoseksualną, zmarł na AIDS. Został pochowany na cmentarzu Miłostowo w Poznaniu (pole 40, kwatera 5). Postać Nyczaka została przypomniana przez Izabellę Cywińską w jej autobiografii pt. Dziewczyna z kamienia (2015).

## Nagrody
Janusz Nyczak za swoją twórczość otrzymał następujące nagrody. 
1974 – Wrocław – XV FPSW – nagroda II stopnia za reżyserię przedstawienia A jak królem, a jak katem będziesz Tadeusza Nowaka w Teatrze Nowym w Poznaniu. 
1977 – Nagroda teatralna tygodnika "Przyjaźń" za reżyserię przedstawienia Letnicy Maksyma Gorkiego w Teatrze Nowym w Poznaniu.
1980 – Opole – VI OKT – wyróżnienie za reżyserię Sędziów Stanisława Wyspiańskiego w Teatrze im. Jana Kochanowskiego w Opolu.
1984 – Opole – X OKT – III nagroda za konsekwentne przeprowadzenie kontrowersyjnego zamysłu reżyserskiego w przedstawieniu "Domu otwartego" w Teatrze Nowym w Poznaniu.
1985 – Nagroda im. Konrada Swinarskiego za przedstawienie Trzech sióstr Antona Czechowa w Teatrze Nowym w Poznaniu.
1985 – Nagroda tygodnika "Przyjaźń" za reżyserię Trzech sióstr w Teatrze Nowym w Poznaniu.
1986 – Nagroda MRN Poznań oraz Prezydenta m. Poznania w dziedzinie kultury za reżyserię wielu spektakli m.in. na scenie Teatru Nowego.
1990 – Kalisz – XXX KST – nagroda za reżyserię sztuki Damy i huzary Aleksandra Fredry w Teatrze Nowym w Poznaniu.
1990 – Opole – XVI OKT – nagroda za podjęcie ważnych prób interpretacyjnych polskiego repertuaru klasycznego.
1990 – Opole – XVI OKT – nagroda za reżyserię Dam i huzarów w Teatrze Nowym w Poznaniu.

## Filmografia
Janusz Nyczak reżyserował następujące spektakle w Teatrze Telewizji. 
1991  – Damy i huzary – spektakl telewizyjny  
1974  –  A jak królem a jak katem będziesz – spektakl telewizyjny 

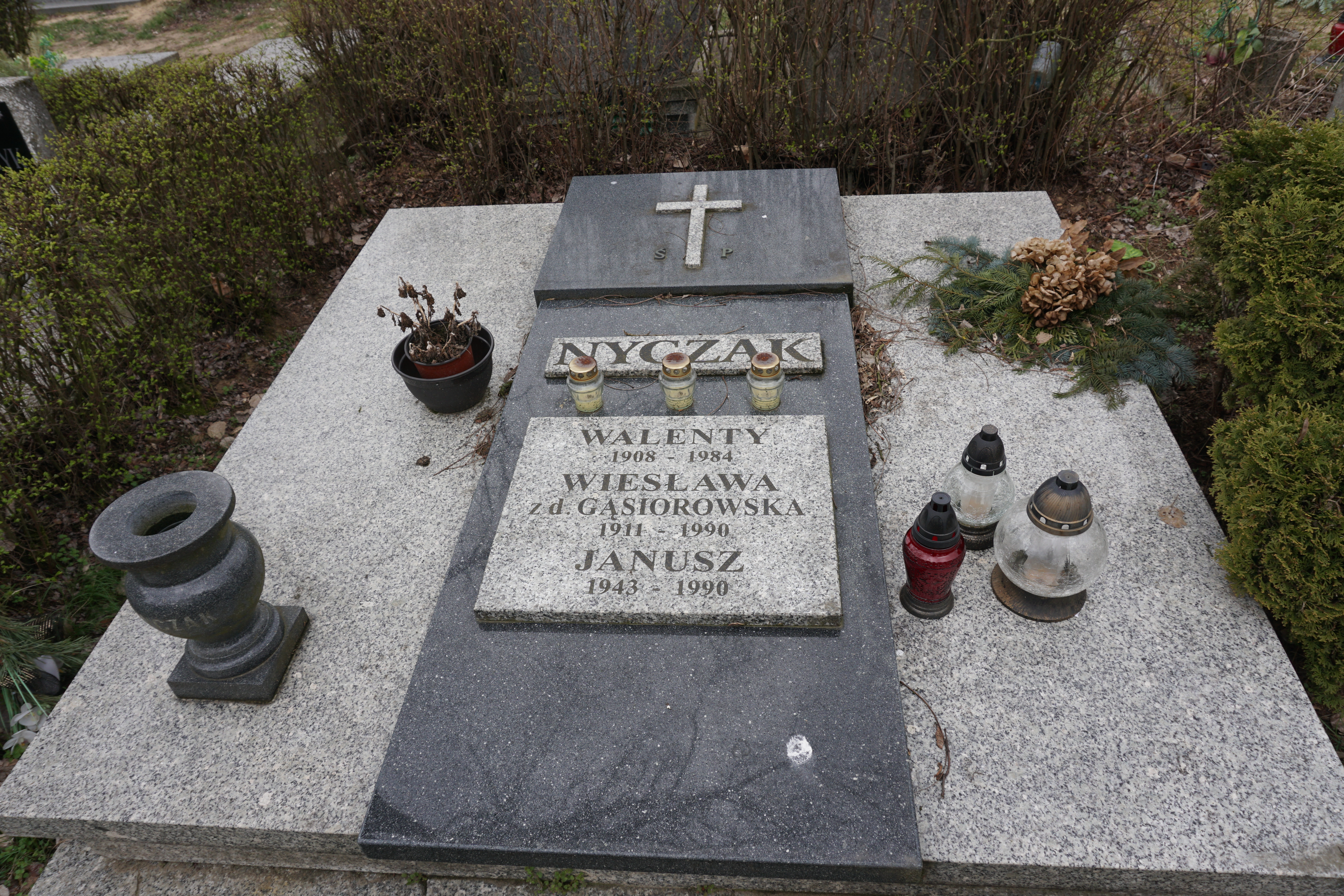
Grób Janusza Nyczaka na cmentarzu Miłostowo w Poznaniu